# Igor Michailowitsch Djakonow
Igor Michailowitsch Djakonow, auch Diakonov und Diakonoff geschrieben (russisch Игорь Михайлович Дьяконов; * 30. Dezember 1914jul. / 12. Januar 1915greg. in Petrograd; † 2. Mai 1999 in Sankt Petersburg) war ein russischer Altorientalist, Linguist und Historiker.

## Leben
Wegen des Berufes seines Vaters lebte Djakonow in seiner Jugend eine Zeit lang in Oslo. Seine Mutter war gelernte Medizinerin, arbeitete aber kaum in ihrem Beruf. Djakonows älterer Bruder Mikhail war ein Experte der iranischen Geschichte und Archäologie.
Djakonow studierte bis 1938 an der Universität von Leningrad bei Natalja Dawidowna Flittner und erhielt danach eine Anstellung an der Eremitage. Hier blieb er bis 1941, als der deutsche Angriff auf die Sowjetunion begann. Djakonow kämpfte gegen die Deutschen so auch 1944 in Norwegen. Nach Kriegsende arbeitete er zwischen 1946 und 1950 an der Universität von Leningrad über Sumer, Assyrien und Medien. Danach kehrte er an die Eremitage zurück und war dort bis 1959 Kurator der Keilschrifttexte. Sein späteres Wirken konzentrierte sich vor allem auf afroasiatische, kaukasische und hurro-urartäische Sprachen. 1975 wurde er zum korrespondierenden Mitglied der British Academy gewählt. 1984 wurde er in die American Academy of Arts and Sciences aufgenommen.
Djakonow konnte verschiedene altorientalische Sprachen in Keilschriftform lesen und übersetzte und veröffentlichte unter anderem Gesetzestexte. Zusammen mit Sergei Anatoljewitsch Starostin zeigte er 1986, dass die Sprachen Hurritisch und Urartäisch mit den nordostkaukasischen Sprachen verwandt sind.

## Veröffentlichungen (Auswahl)
Djakonow veröffentlichte zwei Dutzend Bücher und hunderte Fachartikeln in mehreren Sprachen. Hier ist eine Auswahl der Bücher, die er auf Englisch, Russisch und Deutsch veröffentlicht hat:
- Razvitie zemel’nykh otnosheniĭ v Assirii. (Entwicklung der agrarischen Verbindungen in Assyrien), Leningrad 1949.
- Istoriya Midii s drevneĭshikh vremen do kontsa IV veka do n.è. (Geschichte Mediens von der Urzeit bis zum Ende des 4. Jhr. v. Chr.), Moskau/Leningrad 1956.
- A Comparative Survey of the Hurrian and Urartean Languages. Moskau, 1957
- E`pos o Gil’gameshe (“O vse videvshem”). (Das Gilgamesch-Epos (Über den einen, der alles sah)), Moskau/Leningrad 1961.
- Semito-Hamitic Languages: an Essay in Classification. Moskau 1965.
- Hurrisch und Urartäisch. München 1971.
- Parthian Economic Documents from Nisa. ed. D. N. MacKenzie, 5 Bände, London 1976–2002.
- Geographical Names According to Urartian Texts. Wiesbaden 1981.
- The pre-history of the Armenian people (= Anatolian and Caucasian Studies.) Caravan Books, Delmar (NY) 1984, ISBN 0-88206-039-2.
- mit Sergei Anatoljewitsch Starostin: Hurro-Urartian as an Eastern Caucasian Language. München 1986.
- mit N. B. Jankowska: An Elamite Gilgameš Text from Argištihenele, Urartu (Armavir-blur, 8th Century B. C.) In: Zeitschrift für Assyriologie. Band 80, 1990, S. 102–123.